# Abelardo Olivier
Pour les articles homonymes, voir Olivier (homonymie).
Abelardo Olivier est un escrimeur italien né le 9 novembre 1877 à Portogruaro et mort le 24 janvier 1951 à Milan.

## Carrière
L'escrimeur italien participe aux épreuves d'épée par équipe et de sabre par équipe lors des Jeux olympiques d'été de 1908 à Londres ; il remporte la médaille d'argent olympique en sabre et termine quatrième en épée. Aux Jeux olympiques d'été de 1920 à Anvers, il décroche la médaille d'or de fleuret par équipe et d'épée par équipe ; dans les tournois individuels, il est sixième en épée et neuvième en fleuret.